# Cristiana Everadina de Brandemburgo-Bayreuth
Cristiana Everadina de Brandemburgo-Bayreuth (Bayreuth, 19 de dezembro de 1671 - Pretzsch, 4 de setembro de 1727) foi princesa-eleitora da Saxónia entre 1694 e 1727 (a sua morte) e rainha titular da República das Duas Nações entre 1697 e 1727 como esposa do rei Augusto II da Polónia. Durante o seu reinado nunca esteve na Polónia, tendo preferido ficar na Saxónia, num exílio auto-imposto. Nascida com o título de marquesa, era chamada de Sachsens Betsäule, "pilar de oração da Saxónia", pelos seus súbditos protestantes por se recusar a converter ao catolicismo e manter a sua lealdade à fé protestante. Apesar de tanto Cristiana como a sua sogra, a princesa Ana Sofia da Dinamarca serem luteranas devotas, tanto o seu marido como o seu filho, o futuro rei Augusto III, se converteram ao catolicismo.

## Biografia

### Primeiros anos
Cristiana era a primeira filha do marquês Cristiano Ernesto de Brandemburgo-Bayreuth e da sua segunda esposa, a princesa Sofia Luísa, filha do duque Everardo III de Württemberg. Recebeu o nome em honra do seu pai, Cristiano, e do seu avô materno, Everardo. Como filha do marquês de Brandemburgo-Bayreuth, recebeu o título de marquesa logo que nasceu. Tinha cinco irmãos mais novos, mas apenas dois deles chegaram à idade adulta. Foi sempre chegada aos seus parentes de Bayreuth e continuou a visitá-los mesmo depois de casar.

### Casamento e descendência
Casou-se com o duque Frederico Augusto da Saxónia, irmão mais novo do príncipe-eleitor João Jorge IV da Saxónia, a 20 de janeiro de 1693, quando tinha vinte-e-um anos de idade. O casamento foi político e muito infeliz. Augusto considerava a sua esposa aborrecida enquanto esta se sentia chocada e magoada com as constantes infidelidades do marido.
Três anos depois do casamento, a 17 de outubro de 1696, nasceu o príncipe Frederico Augusto em Dresden. Foi a única vez que Cristiana engravidou em todo o seu casamento que durou trinta e quatro anos. Frederico foi criado pela sua avó paterna, a princesa Ana Sofia da Dinamarca. Uma vez que Cristiana e a sua sogra tinham uma relação muito boa, a princesa visitava o seu filho com frequência.
O marido de Cristiana converteu-se ao catolicismo para se tornar rei da Polónia, mas ela continuou a professar a crença protestante e não esteve presente na coroação do marido, nunca tendo sido coroada rainha da Polónia. Os seus conterrâneos protestantes chamaram-na "o pilar da Saxónia".

### Rainha e princesa-eleitora

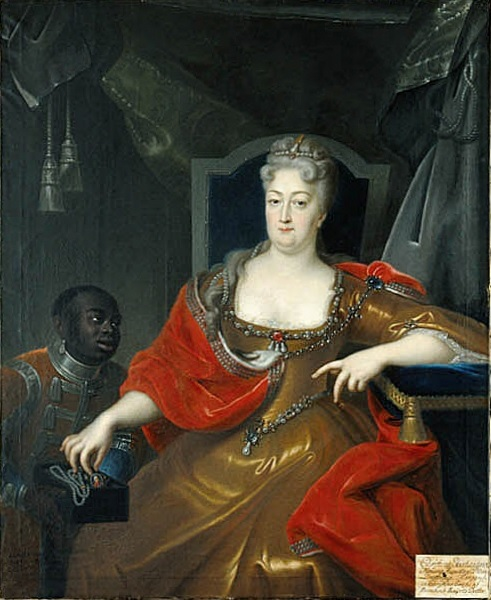
Cristiana Everadina

Cristiana tornou-se princesa-eleitora quando o seu marido Augusto sucedeu ao seu irmão como príncipe-eleitor em 1694. Na procissão com a qual Augusto celebrou a sua ascensão e, quando os membros da corte passeavam por Dresden vestidos de deuses e deusas, a amante do seu marido, Maria Aurora von Königsmarck, esteve presente, vestida de deusa Aurora enquanto conduzia a carroça de Apolo, enquanto que Cristina teve um papel muito menos relevante como uma das virgens vestais que acompanhavam a deusa Vesta. Em 1696, Cristiana deu à luz o seu único filho, após a sua única gravidez durante todo o seu casamento.
Em 1697, Augusto converteu-se ao catolicismo e foi eleito rei da Polónia. Aparentemente, não discutiu nem a sua conversão nem a sua candidatura com a esposa. A sua conversão causou grande escândalo na Saxónia, e Augusto foi forçado a conceder liberdade religiosa na Saxónia. Segundo as normas da época, Cristiana, que era agora rainha, devia acompanhar o marido para a Polónia e ajudá-lo no papel de anfitriã da corte, assim como ser coroada com ele em Cracóvia. Entre o verão de 1697 e o dia da coroação, a 15 de setembro do mesmo ano, Augusto tentou convencê-la a acompanhá-lo, mas Cristiana recusou estar presente na cerimónia ou a sequer viajar até à Polónia, mesmo quando o seu pai se juntou a Augusto para a tentar convencer.
De acordo com a Pacta Conventa, que Augusto assinou após a sua eleição, ele era obrigado a convencer a sua esposa a converter-se, mas não conseguiu. Em março de 1698, Augusto convidou-a a ir até Danzig  (atual Gdańsk), onde havia uma minoria protestante e onde se iria encontrar com o pai. Foi-lhe prometido que teria a liberdade de permanecer protestante e de ter o seu próprio padre protestante para continuar a exercer a sua fé, desde que esse padre não surgisse em público vestido de forma oficial e que Cristiana não fosse a igrejas protestantes em público. Augusto garantiu ainda que o seu filho não se iria converter, entregando-o à guarda da sua mãe protestante, a princesa-eleitora viúva Ana Sofia. Cristiana não concordou com o termos e recusou-se a viajar com o pai para Danzig e, a partir daí, para Varsóvia.
Em abril de 1698, o seu marido e o pai assinaram um documento em Varsóvia, no qual lhe prometiam liberdade religiosa em Danzig e Thorn (atual Toruń), embora não publicamente. Depois, o seu pai regressou a Dresden com o documento e tentou convencê-la mais uma vez a viajar para a Polónia. Apesar de várias tentativas e exigências da parte do marido e do pai, Cristiana recusou viajar para a Polónia e nunca o fez durante o reinado do marido, nunca chegando a ser coroada rainha.
Durante o seu reinado, Augusto viajava frequentemente entre a Polónia e a Saxónia e, quando estava no seu país natal, Cristiana aparecia ao seu lado em eventos oficiais, como, por exemplo, quando o rei regressou à Saxónia após a sua eleição em Dresden em agosto de 1699, quando os dois surgiram juntos, em público, numa visita ao teatro. No entanto, era frequente os dois não se verem durante vários anos seguidos como, por exemplo, entre 1700 e 1703 ou 1714 e 1717, alturas em que Augusto nunca saiu da Polónia. Augusto visitava a esposa em Pretzsch sempre que viajava até Dresden.
A rainha Cristiana vivia separada do marido e tinha a sua própria corte no Castelo de Hartenfels em Torgau, onde passava os invernos, e em Pretzsch an der Elbe onde ficava no verão, muito próximo da residência da sua sogra que tinha a custódia do seu filho. Também viajava com frequência a Bayreuth, onde visitava os seus parentes, ao spa de Ems e a Dresden, durante a época do carnaval e no Natal. Cristiana continuou a estar presente em eventos oficias da corte em Dresden sempre que era necessário, tendo sido os mais importantes a visita oficial do rei da Dinamarca em 1709 e o casamento do seu filho em 1719.
Durante o seu exílio voluntário, dedicou-se a actividades culturais e a crianças órfãs. Na corte, recebeu muitas das suas parentes para as educar nas maneiras da corte, entre eles a princesa Carlota Cristina de Brunswick-Wolfenbüttel, que se viria a casar com o herdeiro do trono da Rússia, a princesa Sofia Madalena de Brandemburgo-Kulmbach, que se casou com o príncipe-herdeiro da Dinamarca, e a princesa Sofia Carolina de Brandemburgo-Kulmbach, que se casou com o príncipe da Frísia Oriental. Também participava muito em assuntos económicos. Em 1697, passou a administrar a fábrica de cristais de Pretzsch, fundada por Constantin Fremel. Gostava de jogar cartas e bilhar, o que acabaria por lhe causar grandes dívidas até 1711. Abriu uma orangerie e, durante o seu último ano de vida, tinha planos para abrir um convento para nobres protestantes.
Tal como a sua sogra, a rainha Cristiana era muito popular na Saxónia e era vista como um símbolo da fé protestante e de protecção contra a Polónia católica, uma vez que os protestantes temiam que o país onde o seu soberano era agora rei tentasse impor uma contrarreforma. Os padres protestantes gostavam de a representar nesse papel como uma prisioneira mártir protestante miserável e isolada, quase como uma prisioneira no seu castelo, uma imagem que foi ainda mais acentuada depois de o seu filho ser retirado da Saxónia e se ter convertido ao catolicismo.
Cristiana morreu aos cinquenta e cinco anos de idade e foi sepultada a 6 de setembro na igreja paroquial de Pretzsch. Nem o marido nem o filho estiverem presentes no seu funeral.Em honra da rainha, Johann Sebastian Bach compôs a cantata Laß, Fürstin, laß noch einen Strahl, BWV 198, com um texto de Johann Christoph Gottsched, que foi apresentada pela primeira vez a 15 de Outubro de 1727 na Paulinerkirche, a igreja da Universidade de Leipzig.

## Genealogia
| Cristiana Everardina de Brandemburgo-Bayreuth | Pai: Cristiano Ernesto de Brandemburgo-Bayreuth | Avô paterno: Erdmann Augusto de Brandemburgo-Bayreuth | Bisavô paterno: Cristiano de Brandemburgo-Bayreuth                  |
| Cristiana Everardina de Brandemburgo-Bayreuth | Pai: Cristiano Ernesto de Brandemburgo-Bayreuth | Avô paterno: Erdmann Augusto de Brandemburgo-Bayreuth | Bisavó paterna: Maria da Prússia, Marquesa de Brandemburgo-Bayreuth |
| Cristiana Everardina de Brandemburgo-Bayreuth | Pai: Cristiano Ernesto de Brandemburgo-Bayreuth | Avó paterna: Sofia de Brandemburgo-Ansbach            | Bisavô paterno: Jorge de Brandemburgo-Ansbach                       |
| Cristiana Everardina de Brandemburgo-Bayreuth | Pai: Cristiano Ernesto de Brandemburgo-Bayreuth | Avó paterna: Sofia de Brandemburgo-Ansbach            | Bisavó paterna: Emília da Saxónia                                   |
| Cristiana Everardina de Brandemburgo-Bayreuth | Mãe: Sofia Luísa de Württemberg-Winnental       | Avô materno: Everardo III de Württemberg              | Bisavô materno: João Frederico de Württemberg                       |
| Cristiana Everardina de Brandemburgo-Bayreuth | Mãe: Sofia Luísa de Württemberg-Winnental       | Avô materno: Everardo III de Württemberg              | Bisavó materna: Bárbara Sofia de Brandemburgo                       |
| Cristiana Everardina de Brandemburgo-Bayreuth | Mãe: Sofia Luísa de Württemberg-Winnental       | Avó materna: Ana Catarina de Salm-Kyrburg             | Bisavô materno: João Casimiro de Salm-Kyrburg                       |
| Cristiana Everardina de Brandemburgo-Bayreuth | Mãe: Sofia Luísa de Württemberg-Winnental       | Avó materna: Ana Catarina de Salm-Kyrburg             | Bisavó materna: Doroteia de Solms-Laubach                           |